# Rollball
Rollball (ang. Roll Ball) – zespołowa gra sportowa, podobna do koszykówki lub piłki ręcznej rozgrywany na rolkach dwuśladowych lub jednośladowych. Zawodnicy poruszają się po boisku w kierunku bramki, dryblując lub przechodząc piłkę podobną do koszykówki, w celu rzucania piłki do bramki na każdym końcu boiska. Celem jest zwycięstwo w meczu poprzez zdobycie większej liczby bramek niż rywal. W składzie każdego zespołu na boisku przebywa bramkarz i pięciu graczy w polu. Zmiany zawodników na boisku są dokonywane tak jak w koszykówce lub piłce ręcznej. Gracz może dryblować, przechodzić lub rzucać piłkę pojedynczą lub obiema rękami. Naruszeniem jest bieganie lub toczenie z piłką bez dryblingu lub celowe kopnięcie lub blokowanie piłki dowolną częścią nogi. Przypadkowe dotknięcie piłki lub dotknięcie jej nogą nie stanowi naruszenia. Gracze nie mogą również uderzać piłki pięścią. Zasady faulu są podobne do zasad piłki nożnej, w tym używania żółtych kart i czerwonych kartek.